# Huon-félszigeti hadjárat
A Huon-félszigeti hadjárat a második világháború csatasorozata volt Új-Guineán 1943. szeptember 22. és 1944. április 24. között. A szövetségesek célja az volt, hogy kiverjék a japánokat a Huon-félszigetről, és ezáltal haditengerészetük szabadon használhassa a Vitiaz-szorost.

## Előzmények
A Huon-félszigeti hadjárat a Postern hadművelet második lépcsője volt. A hadművelet egy nagyobb terv, a Cartwheel hadművelet része volt, amely az Új-Britannián található nagy japán bázis, Rabaul semlegesítését tűzte ki célul. A Huon-félszigeti hadjárat a Salamaua–Lae–hadjárat befejeződése után indult az északi és keleti partvonalon, ahonnan a japánok ellenőrizni tudták az Új-Guinea és Új-Britannia közötti Vitiaz-szoros forgalmát.

## Körülmények
A Huon-félszigetet magas hegyek tarkították, amelyek csúcsai gyakran belevesztek a trópusi párába. A tengerparton kevés homokos sáv volt, azok is rövidek és keskenyek, amelyek mögött mangrove erdők nőttek. A klíma elviselhetetlen volt: magas páratartalom, gyakori esők, nagy meleg. A félszigeten kevés bennszülött élt, élelemforrás egyáltalán nem volt. A katonák a szabad ég alatt aludtak, nem volt menedékük az eső elől. A félsziget folyói gyors folyásúak voltak, meredek hegyoldalakról zúdultak le. A katonáknak olykor négy és fél méteres fűszerű aljnövényzetben kellett előretörniük. Utak nem voltak, csak ösvények.

## A hadműveletek
A szövetségesek első célpontja Finschhafen, egy régi német kikötő volt a félsziget keleti végén. Innen észak felé fordultak, ahol több fontos település feküdt. A tengerparti ösvény Katika, majd Gusuka irányába tartott. Katikából Jivevanengba és Sattelbergbe, egy másik úton Gusikába, onnan pedig Wareóba lehetett eljutni. A japánok a Wareo és Sattelberg körzetben építették ki fő védelmüket, és innen indítottak ellentámadásokat a part menti ausztrál pozíciók ellen. Az akciókat a 9. ausztrál hadosztály hajtotta végre amerikai támogatással. A félszigeti harcokkal egy időben a 7. hadosztály a Ramu-völgyben, a szárazföld belsejében nyomult előre.

### Finschhafen

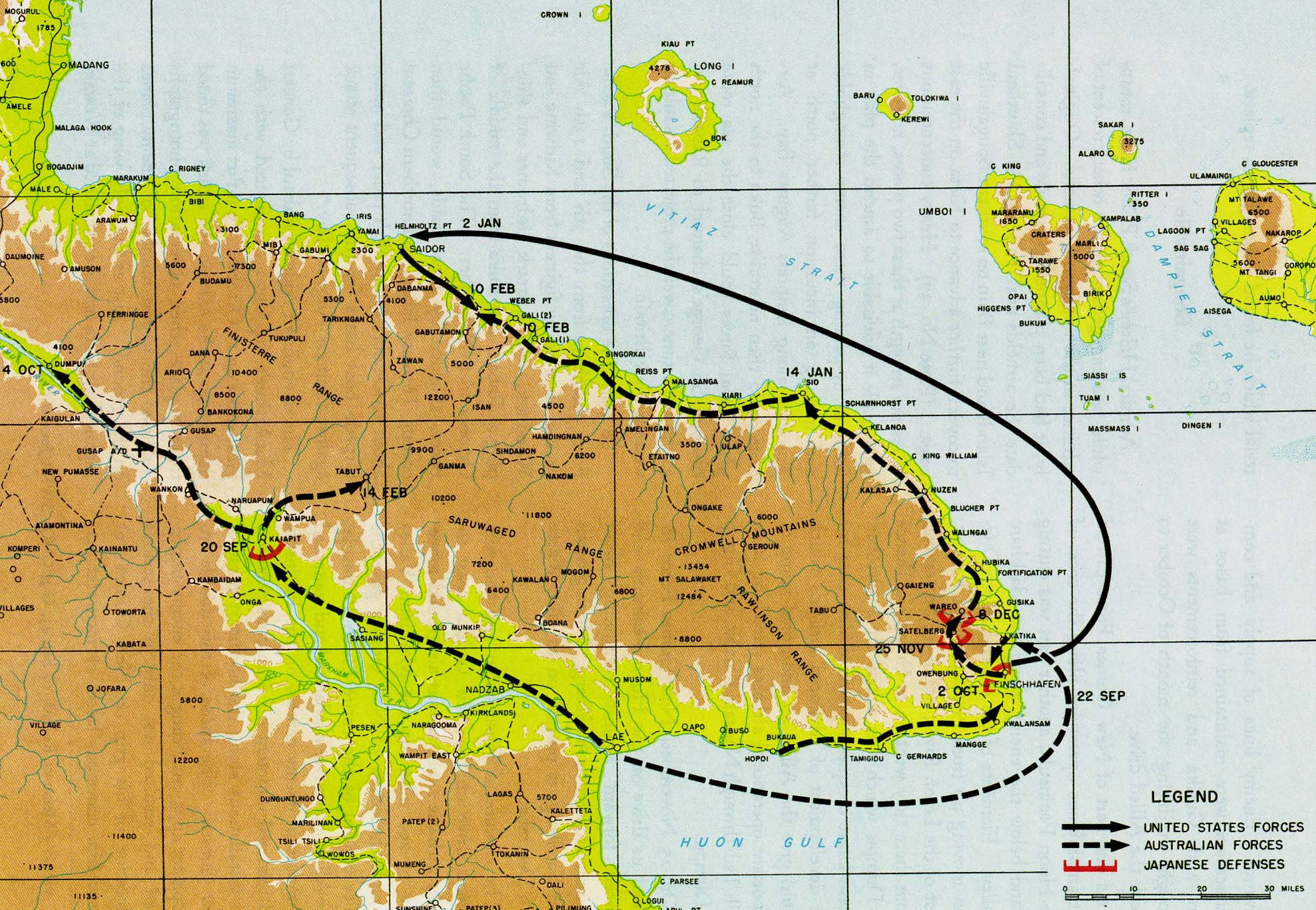
Folyamatos fekete vonal jelöli az amerikai, szaggatott az ausztrál, piros a japán hadmozdulatokat

Finschhafen elfoglalása két irányból történt: az ausztrálok partra szálltak a kikötőtől északra (Scarlet Beach), valamint a szárazföldön Laéból közelítették meg a japán állásokat. Szeptember 22-én a 20. dandár gyenge japán ellenállás mellett partra szállt, és hamar kibővítette a hídfőt. Ugyanezen a napon elindult Laéból a 22. zászlóalj. Finschhafen fontos kikötője volt a japánoknak, ugyanis ellátó bázisként használták. A közeli Katika hamar elesett, a japánok visszavonultak Finschhafenbe.
A japán parancsnok Jamada Eizó tábornok volt, és mintegy ötezer rosszul felszerelt katona felett rendelkezett, akik közül sokan Salamaua ostromából menekültek Finschhafenbe. A települést mintegy ezer tengerészgyalogos, egy század gyalogos és néhány tüzér védte. A japánok bennszülötteket alkalmaztak útépítésekre és egyéb munkákra, közülük sokan megszöktek, miután a szövetségesek megindították a Japán-ellenes propagandakampányukat.
A következő napokban a 20. dandár egyre délebbre szorította a japánokat, időnként egy-egy erős állásukat átkarolta. A végső támadást nyugatról indították Finschhafen ellen. A japánok a településen kívül erősen ellenálltak, de amikor nyilvánvalóvá vált a küszöbön álló bukás, északnyugati irányba visszavonultak. Az ausztrálok október 2-án foglalták el a kikötőt, ahol dokumentumokat találtak, amelyek szerint a japánok nagyobb ellentámadást terveztek.
Október 16-án a japánok három irányból támadtak. A japán 80. ezredet a szövetségesek Jivevanengnél feltartóztatták, egy kétéltű támadást pedig visszavertek. A 79. ezrednek sikerült benyomulnia az ausztrálok hídfőjébe, és néhány napig azt két részre vágta. A japán támadás ezután kifulladt, és október 19-én az ausztrálok elkergették őket a hídfőből. A japánok a Finschhafenért folyó harcban 1500 embert vesztettek.

### Sattelberg
Az ausztrálok folytatták az előrenyomulást, első célpontjuk Sattelberg volt, a partraszállási zónától nyugatra. Először egy japán útakadályt szüntettek meg a part és a Jivevanengnél elszigetelt ausztrál pozíció között. Az úttorlaszt védő japánokat november 2-án sikerült teljesen semlegesíteni, így megindulhatott a támadás Sattelberg védői ellen. Az ausztrálok két irányból közelítették meg a védelmi állásokat: az egyik csapat a hegygerincen vezető sattelbergi utat követte, és délkeleti irányból közelítette meg a várost, a másik északabbra, párhuzamosan haladt egy másik gerincen, és nyugatról érte el a települést. A támadás első felvonásában részt vett kilenc Matilda harckocsi. Később már nem tudták használni őket, mert nem bírtak felmászni a Sattelberg-hegyre.
A támadás november 16-án kezdődött. A japánok hevesen védekeztek, de az ausztráloknak november 22-én sikerült felmászniuk a hegyre. Két nap múlva az amerikaiak is elérték a hegyet, és a japánok északra, Wareo felé vonultak vissza. November 25-én Sattelberg elesett.

### Wareo

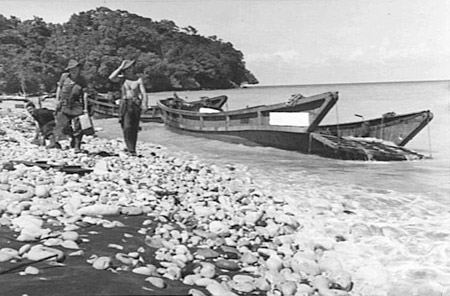
Elsüllyedt japán bárka a Skarlát parton

A következő célpont Wareo volt, amelyet nehéz volt megközelíteni. Először le kellett ereszkedni a Sattelberg-hegyről a Song-völgybe, aztán ismét meg kellett mászni egy hegyet. Ezzel egy időben egy másik egység a part közelében elvágta a japán utánpótlási vonalat. A 26. dandár november 28-án indította támadását a Song-völgyből. A nap végére átkeltek a völgyön, és elfoglalták a Kuankónál található, kulcsfontosságú japán bázist. Az ausztrál sikerek miatt a japánok a madangi főhadiszálláshoz közel eső siói bázisuk felé vonultak vissza. A japánok Kuankónál két ellentámadást indítottak, hogy a nagyobb erők visszavonulhassanak. A csatározások december 7-éig tartottak, Wareo pedig másnap esett el. December 10-én a két ausztrál dandár a Wareóból Gusikába vezető úton találkozott. Az ausztrálok tovább indultak a tengerparton, kergetve a harcolva visszavonuló japánokat.
December 10-én elesett Kilgia, 16-án a Sidiba-fok. A szövetségesek december 20-án elérték fő célpontjukat a Fortification-pontot. A partszakasz ezen a helyen fordult északnyugatra, Sio felé. December 24-én elfoglalták Wandokait, 31-én Nandát, 1944. január 2-án pedig elérték a Sialum-szigetet, amely jó horgonyzóhelyként szolgált.

### Sio
Január 2-án megváltozott a hadművelet haladási sebessége, amikor az amerikai 32. hadosztály partra szállt Saidornál, Siótól nyugatra. A hídfő azzal fenyegette a japánokat, hogy elvágja Sio utánpótlását és a visszavonulási útvonalat. A japán parancsnok tengeralattjárón Madangból Sióba utazott, hogy személyesen tájékozódjon. Rabauli feletteseivel úgy döntött, hogy evakuálja Siót. Kevés katonát bárkákon juttattak ki a városból, 14 ezren azonban gyalog tették meg az utat Saidorig. A szövetségesek a japánok nyomában haladtak, és január 15-én elérték Siót. Február 10-én az ausztrálok és az amerikaiak Saidornál találkoztak.

### Partraszállások
1944. március 5-én az amerikai csapatok partra szálltak a Yalau-pontnál, nyugatra a többi szövetséges egységtől. Gyenge ellenállás mellett 1348 katona épített ki hídfőállást. Kevéssel az akció után az amerikaiak találkoztak a Ramu-völgy felől érkező ausztrálokkal. A következő célpont a tekintélyes helyőrséggel rendelkező Madang volt. Az ostrom megindítása előtt Douglas MacArthur úgy döntött, hogy elfoglalja az Admiralitás-szigeteket, amelyek a Bismarck-tengeren, Madangtól északra találhatók. Az amerikai egységek február 29-én Los Negroson, március 12-én pedig Manuson szálltak partra. Március végére a szigeteket biztosították. Madang parancsnoka, Adacsi úgy döntött, hogy Wewak és a Hansa-öböl felé vonul vissza.

### Madang
Április első felében az ausztrálok kisebb csatákat vívtak a Bogadijm úton, és április 13-án az első járőr bevonult a városba. Japán ellenállás nem volt. Két nappal később megérkeztek keletről az amerikaiak. Bogadijm elfoglalását hivatalosan április 17-én jelentette be a BBC.
A szövetségesek északra fordultak, és április 24-én elérték Madangot, ahonnan a japánok már távoztak. Másnap elfoglalták Alexishafent, a várostól néhány kilométerre északra fekvő kikötőt. Itt sem volt ellenállás. Habár kisebb harcok még voltak a térségben, a szövetségeseknek sikerült elérniük, hogy ők ellenőrizzék a Vitiaz-szorost. Eddigre az új-britanniai Gloucester-fok is szövetséges kézen volt, így a szoros mindkét partját az amerikai-ausztrál csapatok felügyelték. Az amerikaiak meglepetésszerűen partra szálltak Aitapénál és Hollandiánál, nyugatra Adacsi új pozícióitól, és ezzel elvágták őket a Japán Birodalom más csapataitól.